# 압해동초등학교
압해동초등학교는 대한민국 전라남도 신안군에 있는 초등학교다.

## 학교 연혁
- 1939년 5월 30일 압해공립심상소학교 부설 신장간이학교로 개교
- 1956년 5월 10일 압해동국민학교 가란분교 설립 인가
- 1957년 9월 24일 가란분교장 개교
- 1967년 4월 1일 압해동국민학교, 가란분교 도서벽지학교 '병'급 지정
- 1982년 3월 1일 병설유치원 개원
- 1986년 1월 1일 압해동국민학교, 가란분교 도서벽지학교 '다'급 조정
- 1989년 9월 1일 가란분교 도서벽지학교 '나'급 조정
- 1996년 3월 1일 압해동초등학교 개칭
- 2001년 1월 1일 압해동초등학교 도서벽지학교 '라'급 조정
- 2008년 9월 1일 가란분교장 폐교 및 본교 통폐합
- 2011년 3월 1일 압해동초등학교 도서벽지학교 지정 해제
- 2013년 3월 1일 제25대 장성모 교장 부임
- 2015년 2월 16일 제74회 졸업(총 졸업생수 4,227명)